# Günther Bernd Ginzel

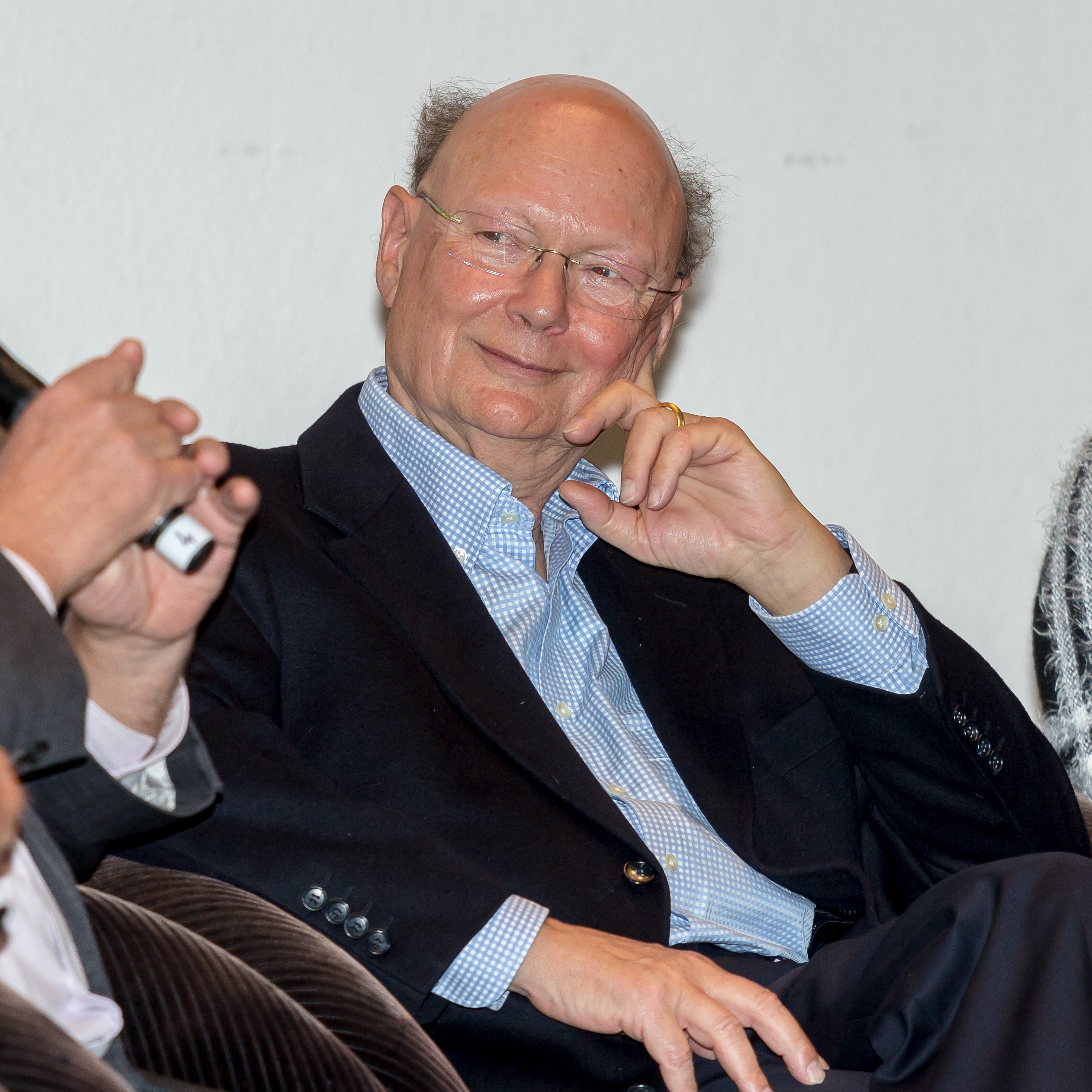
Günther Bernd Ginzel, 2017

Günther Bernd Ginzel  (geboren 1946 in Innsbruck) ist ein deutscher Journalist und Publizist.

## Leben
Günter Bernd Ginzel wuchs in Köln auf. Nach dem Realschulabschluss wurde er an den Kölner Werkschulen als Fotograf ausgebildet. Nach einigen Jahren der Tätigkeit als Fotograf studierte er Geschichte und Soziologie an den Universitäten Köln und Jerusalem. Ginzel schreibt Essays und produziert Bücher und Filmreportagen für das Fernsehen. Er hat als Jude am organisierten Gespräch zwischen Christen und Juden teilgenommen und war ein Pionier des Gesprächs zwischen Christen, Juden und Muslimen. Ginzel war zeitweise Vorsitzender der Kölner Gesellschaft für Christlich-Jüdische Zusammenarbeit, er ist (Stand 2013) Vorsitzender der „Arbeitsgemeinschaft Juden und Christen“ beim Deutschen Evangelischen Kirchentag und Mitglied im „Gesprächskreis Juden und Christen“ beim Zentralkomitee der deutschen Katholiken.
Für sein gesellschaftliches Engagement erhielt Ginzel den Rheinlandtaler des Landschaftsverbandes Rheinland (LVR) und 1997 die Hedwig-Burgheim-Medaille der Stadt Gießen.
Ginzel wurde 2004 wegen Veruntreuung von Vereinsgeldern zu einer Geldbuße von 10.000 Euro verurteilt. Im Jahre 2006 wurde in einem Gerichtsverfahren gegen die Ehefrau Ginzels festgestellt, dass sie in den Jahren 1999 und 2000 auf Veranlassung ihres Mannes zu Unrecht Honorare erhalten habe. In einem Zivilprozess vor dem Landgericht wurde sie zur Rückzahlung von 34.000 Euro verurteilt.
2011 wurde seine Frau zur Vorsitzenden der Union Progressiver Juden in Deutschland gewählt.
Ginzel und seine Frau halten 50 Prozent der Anteile an der gemeinnützigen GmbH Internationale Friedensschule Köln.

## Schriften
als Autor
- Hitlers (Ur)enkel: Neonazis. Ihre Ideologien und Aktionen. Droste, Düsseldorf 1981.
- Vorwort zu Johanna Kohn: Haschoah. Christlich-jüdische Verständigung nach Auschwitz. Kaiser, München 1986.
- Jüdischer Alltag in Deutschland 1933 bis 1945. Droste, Düsseldorf 1984.
- „... dass Jesus Christus ein geborener Jude war...“, Anmerkungen zum christlich-jüdischen Dialog, Rundfunkbeitrag im NDR zum 27. Januar 2013, nachgedruckt bei Compass Infodienst.

als Herausgeber
- Auschwitz als Herausforderung für Juden und Christen. Verlag Lambert-Schneider, Heidelberg 1980, ISBN 3-7953-0880-1.
- Mit Hängemaul und Nasenzinken ... Erziehung zur Unmenschlichkeit. Medienpaket für Gruppenleiter und Lehrer, Texte und Dias. Der Kleine Verlag, Düsseldorf 1984.
- Die Bergpredigt: Jüdisches und christliches Glaubensdokument. Eine Synopse. Schneider, Heidelberg 1985.
- mit Elisabeth Pfisterer: Scheidewege. Rudolf Pfisterer zum 70. Geburtstag, Düsseldorf, dkv 1985.
- Antisemitismus. Erscheinungsformen der Judenfeindschaft gestern und heute. Verlag Wissenschaft und Politik, Bielefeld 1991. ISBN 3-8046-8772-5.
- „... das durfte keiner wissen!“ Hilfe für Verfolgte im Rheinland von 1933 bis 1945. Gespräche, Dokumente, Texte. Rheinland-Verlag, Pulheim 1995.
- Der Anfang nach dem Ende. Jüdisches Leben in Deutschland 1945 bis heute. Droste, Düsseldorf 1996.
- mit Günter Fessler: Die Kirchen und die Juden. Versuch einer Bilanz. Schneider, Gerlingen 1997, ISBN 3-7953-0939-5.
- mit Sonja Güntner (Hrsg.): „Zuhause in Köln ...“. Jüdisches Leben 1945 bis heute. Böhlau, Köln 1998.